# Rochechinard
Rochechinard é uma comuna francesa na região administrativa de Auvérnia-Ródano-Alpes, no departamento de Drôme. Estende-se por uma área de 9,78 km². Em 2010 a comuna tinha 127 habitantes (densidade: 13 hab./km²).